# Kedungjeruk (Cibuaya)
Kedungjeruk is een bestuurslaag in het regentschap Karawang van de provincie West-Java, Indonesië. Kedungjeruk telt 5546 inwoners (volkstelling 2010).